# Parti vert du Manitoba
Le Parti Vert du Manitoba (en anglais Green Party of Manitoba) est un parti politique provincial du Manitoba (Canada) fondé le 11 novembre 1998. Le parti est juridiquement autonome du Parti vert du Canada, bien que nombre de ses membres appartiennent au Parti Vert du Canada au Manitoba, un organisme fédéral créé en 1996. 
Il s'agit du quatrième plus grand parti du Manitoba, à la fois dans le nombre candidat comme en votes reçus, depuis l'élection de 2003. À ce jour, le parti n'a encore jamais réussi à obtenir de député.

## Élections
| Élection générale | nombre de candidats | nombre de candidats élus | % du vote populaire | nbre de votes |
| ----------------- | ------------------- | ------------------------ | ------------------- | ------------- |
| 1999              | 6                   | 0                        | 0.20%               | 973           |
| 2003              | 14                  | 0                        | 0.96%               | 3792          |
| 2007              | 15                  | 0                        | 1.34%               | 5586          |
| 2011              | 32                  | 0                        | 2.52%               | 10886         |
| 2016              | 31                  | 0                        | 5.22%               | 22282         |
| 2019              | 43                  | 0                        | 6.43%               | 30175         |
| 2023              |                     | 0                        |                     |               |

## Direction
- Markus Buchart (1998-2005) ;
- Daniel Drimes (2005) ;
- Holly Nelson (2005-2006) ;
- Andrew Basham, 2006-2008 ;
- James Beddome, 2008-2013 ;
- Alain Landry (2013-2014, intérim) ;
- James Beddome, 2014 - en cours